# Israel Joschua Singer

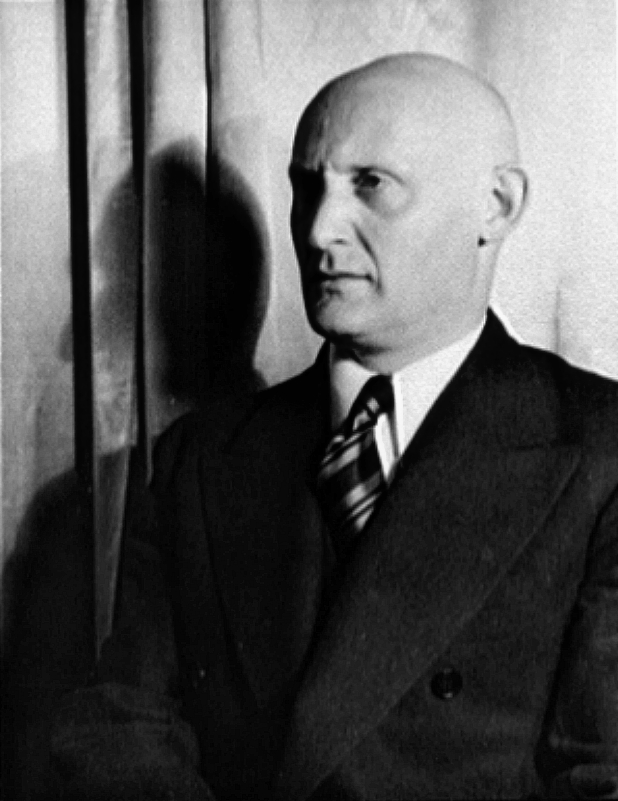
Israel Joschua Singer, 1938

Israel Joschua Singer (auch: Israel Joshua, Israel Jehoschua, Israel Josua Singer, jiddisch ישראל יהושע זינגער Jißroel Joschue Singer; geboren am 30. November 1893 in Biłgoraj, Russisches Kaiserreich; gestorben am 10. Februar 1944 in New York) war ein polnisch-US-amerikanischer jiddisch schreibender Prosaiker und Übersetzer.

## Leben
Israel Joschua Singer war Sohn einer chassidischen Rabbinerfamilie aus dem jüdischen Ort Biłgoraj im heutigen Polen. Sein Vater war Pinchas Mendl Zinger und seine Mutter Batsheva Zylberman. Israel Joschua Singer war der ältere Bruder und literarische Mentor des Nobelpreisträgers Isaac Bashevis Singer. Beider Schwester war die 1891 geborene Esther Kreitman (Hinde Ester Singer Kreytman), die ebenso als Schriftstellerin ein beachtliches Werk hinterließ.
Bis zu seinem 17. Lebensjahr lernte Israel Joschua Singer an der großen Jeschiwa und wandte sich dann dem literarischen Schaffen zu. Seit 1916 arbeitete er als Mitarbeiter (zunächst als Korrektor, Übersetzer und Gelegenheitsschreiber) verschiedener jiddischer Zeitungen und Revuen in Warschau (Literarische Bleter, Choliastra) und Kiew (Di naje zajt) und überzeugte schnell mit literarisch hochstehenden Novellen.
1921 wurde er Mitarbeiter der Volkszeitung und des New Yorker Vorwärts (The Forward). Im Auftrag des letzteren bereiste er 1924 Polen, insbesondere Galizien.
1934 wanderte Singer in die Vereinigten Staaten aus, wo er zehn Jahre später im Alter von nur 50 Jahren an einer Thrombose starb. Einige seiner Prosawerke wurden in von Maurice Schwartz besorgten dramatisierten Fassungen im Yiddish Art Theatre in New York aufgeführt, was seine Bekanntheit und seinen Ruhm erheblich gesteigert hat.
Seine Memoiren Von einer Welt, die nicht mehr ist wurden 1946 postum veröffentlicht.
In der Einleitung zur Anthologie A Treasury of Yiddish Stories schreiben Irving Howe und Eliezer Greenberg, Singers Werke seien in einer Art verfasst, „die die üblichen westlichen Erwartungen an literarische Struktur(en) erfüllen. Seine Romane ähneln der Art von Familienchroniken, wie sie vor einigen Jahrzehnten [das heißt um 1900] in Europa beliebt waren“.

## Werke/Ausgaben (Auswahl)
- Choliaßtre, 1922 (Sammelbuch, gemeinsam herausgegeben mit Perez Markisch)
- Erdweh. Drama in drei Bildern, Warschau 1922
- Lehm-Gruben, 1922 (לײמגרובן)
- Perln, 1923 („Perlen“, Kurzgeschichten)
- Ljuk, 1924[3]
- Af najer [bzw. fremder] Erd, 1925 (אױף פֿרעמדער ערד)
- Schtol un ajsn, 1927 (שטאָל און אײַזן; sein erster Roman)
- Naj-Rußland. Bilder fun a Rajs, 1928 (נײַ-רוסלאַנד : בילדער פֿון אַ ריײַזע)
- Josche Kalb, 1932[4]
- Di brider Aschkenasi, 1937 (די ברידער אשכנזי; Roman)[5]
- Friling, 1937
- The river breaks up, 1938
- Chawer Nachman. 1938 (חבר נחמן; Roman), 1939 unter dem Titel East of Eden[6]
- Di mischpoche Karnowßki. 1943 (די משפחה קאַרנאָװסקי; Drama); deutsch: Die Familie Karnovski. Zweite Auflage im Paul Zsolnay Verlag, 1997, ISBN 3-552-04858-8.[7]
- Fun a welt woß is nischto mer. 1946 (פֿון אַ װעלט װאָס איז נישטאָ מער); deutsch: Von einer Welt, die nicht mehr ist. (Memoiren) Carl Hanser, 1991, ISBN 3-446-15317-9.
- Wili, 1948 (װילי)
- Derzejlungen, 1949 (דערציילונגען; „Erzählungen“)